# Liste der Olympiasieger im Roque
Die Liste der Olympiasieger im Roque führt sämtliche Sieger sowie die Zweit- und Drittplatzierten der Roquewettbewerbe bei den Olympischen Sommerspielen auf.
Roque, eine Variante des Krocket, war nur ein einziges Mal olympisch: 1904 in St. Louis. Es nahmen vier Sportler teil.
| Olympia | Gold            | Silber         | Bronze        |
| ------- | --------------- | -------------- | ------------- |
| 1904    | Charles Jacobus | Smith Streeter | Charles Brown |